# 帽檐

圖中的Krempe部分就是帽檐

帽檐是帽子的一部分，帽檐有一定的寬度，而且不同的帽子帽檐宽度並不相同。有些女人所戴的帽子帽檐上還有裝飾物，這些裝飾物由皮革、丝绸或丝带等材料制成。
帽檐的主要作用是保护眼睛免受太陽照射，同時還能保護眼鏡免受降水的影响。帽檐越宽，它的保护作用就越强大，但由于帽檐越宽，表面积也较大，所以一旦刮起風來，帽子也更容易被风吹走。